# Armando Villarreal
Armando Villarreal (* 31. Mai 1986) ist ein US-amerikanischer Fußballschiedsrichter. Er steht als dieser seit 2015 sowie als Video-Assistent seit 2022 auf der Liste der FIFA-Schiedsrichter.

## Karriere
Sein Debüt in der Major League Soccer hatte er 2012. International leitete er bereits 2011 erstmals ein Freundschaftsspiel zwischen Nationen. Seit der Saison 2015/16 leitet er auch Spiele in der CONCACAF Champions League. Weiter leitete er Partien bei drei Gold Cups. Zur Weltmeisterschaft 2022 wurde er ins Aufgebot der Video-Assistenten berufen.